# Фабиан (папа римский)
Фабиан (лат. Fabianus; также Фавий; ок. 200 — 20 января 250) — священномученик, епископ Рима с 10 января 236 года по 20 января 250 года.

## Ранние годы

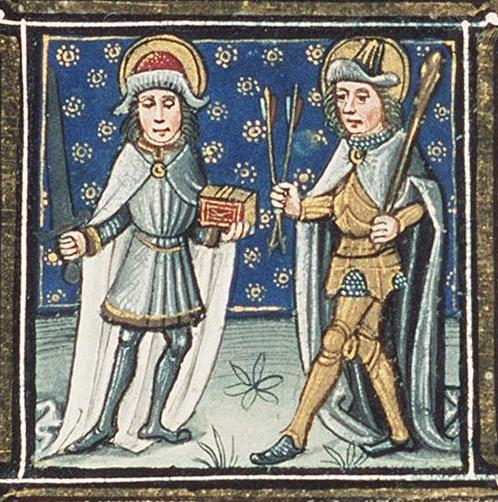
Фабиан со Святым Себастьяном: праздник обоих этих святых празднуется 20 января

Согласно Liber Pontificalis, Фабиан был благородный римлянин по рождению, и имя его отца было Фабий. Больше ничего не известно о его прошлом. Легенда об обстоятельствах его избрания была сохранена писателем IV века Евсевием Кесарийским (История Церкви, VI. 29). После короткого правления Антера Фабиан приехал в Рим из сельской местности на выборы нового папы. В течение нескольких дней были рассмотрены кандидатуры нескольких выдающихся и благородных церковников, но внезапно на голову Фабиана спустился голубь. Для собравшихся избирателей это странное зрелище напомнило евангельскую сцену сошествия Святого Духа на Иисуса в момент его крещения Иоанном Крестителем. Община восприняла это как знак того, что Фабиан был отмечен Богом, и тот был единодушно объявлен новым епископом Рима.

## Папство
Во время 14-летнего правления Фабиана наступило затишье в преследовании христиан. Фабиан имел достаточно влияния на императорский двор, чтобы добиться возвращения тел папы Понтиана и антипапы Ипполита с Сардинии, где они умерли на каторге в рудниках.
Фабиан созидал над гробами мучеников храмы и устраивал молитвенные места над пещерами, где скрывались верующие во время гонения. Обратил многих ко Христу; существует предание, что он крестил императора Филиппа Аравитянина (244—249), обращённого ко Христу сенатором Понтием.
По словам историка VI века Григория Турского, Фабиан разослал «апостолов галлов» заново христианизировать Галлию после гонений при императоре Деции Траяне. Фабиан послал семь епископов из Рима в Галлию, чтобы проповедовать Евангелие: Гатиана Турского в Тур, Трофима Арелатского в Арль, Павла Нарбоннского в Нарбонн, Сатурнина в Тулузу, Дениса в Париж, Австремония в Клермон и Марсиаля в Лимож.
Liber Pontificalis говорит, что Фабиан разделил христианские общины Рима на семь районов, каждый из которых возглавил диакон. Евсевий (VI § 43) добавляет, что он назначил семь иподиаконов. Существует также предание, что он учредил четыре канцелярских должности: привратника, преподавателя, экзорциста и псаломщика. Однако большинство ученых считают, что эти должности были официально учреждены в более поздний срок.
С воцарением императора Деция терпимая политика римского правительства по отношению к христианству временно закончилась. Деций приказал лидерам христианских общин продемонстрировать свою лояльность к Риму поклонением изображениям божеств, которые представляли римское государство. Это, конечно, было неприемлемо для христиан. Фабиан стал одной из самых первых жертв Деция и был усечён мечом 20 января 250 года.
Мощи его покоятся в Риме, в базилике св. Пракседы. Им установлено освящать миро в Великий четверг. Память 20 января.